# Libretto
Libretto (Italiaans voor boekje; meervoud: libretti of libretto's) is de gangbare benaming voor het tekstboekje van een opera, operette, ballet of musical. In bredere zin is een libretto de tekst, bestaande uit dialogen en regieaanwijzingen, die ten grondslag ligt aan een theatrale opvoering met muziek.
Het libretto als gedrukte speeltekst van de opera werd bij de voorstellingen aan het publiek te koop aangeboden. Aangezien de theaterzaal lange tijd niet verduisterd werd, kon de tekst tijdens de voorstelling worden meegelezen.
Talloze opera's, waarvan de muziek verloren gegaan is, blijven door de ruimere verspreiding van het libretto nog bekend. Het libretto wordt nog weleens ondergewaardeerd ten opzichte van de muziek, wat blijkt uit het feit dat bij het noemen van een opera vaak ook de naam van de componist wordt genoemd, maar slechts zelden de naam van de librettist. In de achttiende eeuw was dat niet altijd het geval en droeg de opera vaak de naam van de librettist als voornaamste auteur van het werk.